# كارلوس نافارو مونتويا
كارلوس نافارو مونتويا (بالإسبانية: Carlos Fernando Navarro Montoya)‏ (26 فبراير 1966 في كولومبيا - ) هو مدرب كرة قدم ولاعب كرة قدم كولومبيا وأرجنتيني في مركز حراسة المرمى. شارك مع منتخب كولومبيا لكرة القدم. أما مع النوادي، فقد لعب مع أتلتيكو باراناينسي وأوليمبو وإنديبندينتي وإنديبنديينتي سانتا في وبوكا جونيورز وتشاكاريتا جيونيورز وجيمناسيا لابلاتا وخميناسيا خوخوي وفيليز سارسفيلد ونادي إكستريمادورا ونادي تينيريفي ونويفا شيكاجو ونادي كونسيبسيون ‏ وAsociación Atlética Luján de Cuyo ‏ وTacuarembó F.C. ‏ ونادي مريدا ونادي ماردة ‏.

## وصلات خارجية
- كارلوس نافارو مونتويا على موقع الاتحاد الدولي (مؤرشف)  (الإنجليزية)
- كارلوس نافارو مونتويا على موقع قاعدة بيانات كرة القدم.إي يو (الإنجليزية)
- كارلوس نافارو مونتويا على موقع ناشيونال فوتبول تيمز (الإنجليزية)
- كارلوس نافارو مونتويا على موقع Soccerway.com (الإنجليزية)